# Munții Apuseni - Vlădeasa (sit SPA)
Munții Apuseni - Vlădeasa este o zonă protejată (arie de protecție specială avifaunistică - SPA) situată în vestul Transilvaniei, pe teritoriile județelor Alba, Bihor și Cluj.

## Localizare
Aria naturală ocupă extremitatea nord-vestică a județului Alba (teritoriile administrative ale comunelor Albac, Arieșeni, Gârda de Sus, Horea și Scărișoara), cea sud-estică a județului Bihor (pe teritoriul orașului Nucet și cele ale comunelor Budureasa, Buntești, Câmpani și Pietroasa) și cea sud-vestică a județului Cluj, pe teritoriile comunelor Beliș, Călățele, Măguri-Răcătău, Mărgău, Mărișel, Poieni și Săcuieu. Aceasta este străbătută de drumul național DN1R, care face legătura între orașul Huedin (DN1) și satul Albac (DN75).

## Descriere
Situl „Munții Apuseni - Vlădeasa” a fost declarat arie de protecție specială avifaunistică (în scopul protejării mai multor specii de păsări migratoare de pasaj sau sedentare) prin Hotărârea  de Guvern nr. 1284 din 24 octombrie 2007 (privind declararea ariilor de protecție specială avifaunistică ca parte integrantă a rețelei ecologice europene Natura 2000 în România). Acesta se întinde pe o suprafață de 92.859,8 hectare și include ariile protejate: Parcul Natural Apuseni, Avenul Borțigului, Complexul Carstic din Valea Ponorului, Cheile Albacului, Cheile Gârdișoarei, Cheile Ordâncușei, Fâneața Izvoarelor Crișul Pietros, Groapa de la Bârsa, Groapa Ruginoasa, Izbucul Tăuzului, Izbucul Cotețul Dobreștilor, Izbucul Mătișești, Molhașul Mare de la Izbuc, Piatra Bulzului, Pietrele Galbenei, Peștera Cetatea Rădesei, Peștera Vârfurașu, Peștera Poarta lui Ionele, Peștera Mare de pe Valea Firei, Peștera Scărișoara, Peștera Ghețarul de la Vârtop, Peștera din Piatra Ponorului, Peștera Coiba Mare, Pietrele Boghii, Poiana Florilor, Platoul Carstic Padiș, Platoul Carstic Lumea Pierdută, Valea Galbenei, Valea Sighiștelului, Vârful Buteasa și Vârful Biserica Moțului.
Aria protejată (încadrată în bioregiunea alpină a Munților Apuseni, grupă montană ce aparține lanțului carpatic al Occidentalilor) reprezintă o zonă muntoasă cu forme de relief diversificate: vârfuri (Biserica Moțului), abrupturi stâncoase (Pietrele Galbenei, Pietrele Albe), chei, văii (Valea Sighiștelului, Valea Galbenei), doline (Lumea Pierdută), măguri, lapiezuri, ponoare (Cetățile Ponorului), avene (Avenul cu Vacă), peșteri (Urșilor, Ciur Izbuc, Cetatea Rădesei, Ghețarul Focul Viu, Peștera Smeilor de la Onceasa); cu suprafețe naturale acoperite cu păduri, pășuni și pajiști. Situl adăpostește și asigură condiții prielnice de viețuire mai multor specii de păsări (migratoare, de pasaj sau sedentare), dintre care unele protejate la nivel european sau aflate pe lista roșie a IUCN.

## Biodiversitate
Situl dispune de clase de habitate constituite din păduri de conifere, păduri dacice fag, păduri dacice de stejar și carpen, păduri relictare, păduri aluviale, turbării active, turbării cu vegetație forestieră, tufărișuri alpine și boreale, tufărișuri uscate, pajiști alpine și boreale, pajiști panonice de stâncării și fânețe.

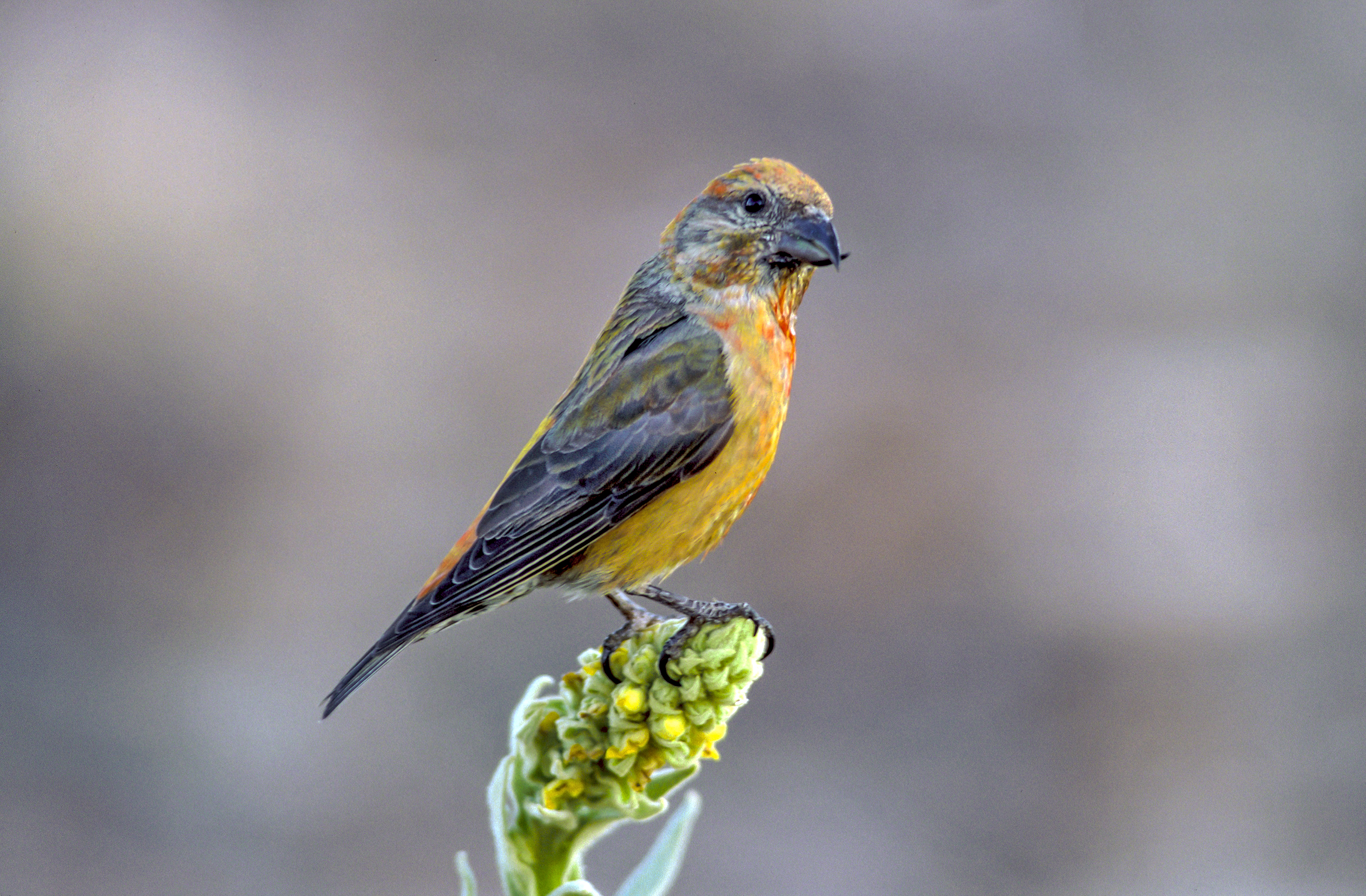
Forfecuță gălbuie (Loxia curvirostra)

La baza desemnării sitului se află mai multe specii avifaunistice enumerate în anexa I-a a Directivei Consiliului European 147/CE din 30 noiembrie 2009 și Directiva 79/409/CEE din 2 aprilie 1979 (privind conservarea păsărilor sălbatice); astfel: acvilă de munte (Aquila chrysaetos), minuniță (Aegolius funereus), uliu păsărar (Accipiter nisus), ciuf de pădure (Asio otus), lăstun mare (Apus melba), fâsă de pădure (Anthus trivialis), cocoșul de mesteacăn (Bonasa bonasia), bufniță (Bubo bubo), șorecar comun (Buteo buteo), șorecar încălțat (Buteo lagopus), șerpar (Circaetus gallicus), cristei-de-câmp (Crex crex), caprimulg (Caprimulgus europaeus),  porumbel gulerat (Columba palumbus), porumbel de scorbură (Columba oenas), cuc (Cuculus canorus), botgros (Coccothraustes coccothraustes), ciocănitoare neagră (Dryocopus martius), ciocănitoare de stejar (Dendrocopos medius), ciocănitoare cu spate alb (Dendrocopos leucotos), ciocănitoare de munte (Picoides tridactylus), ciocănitoarea verzuie (Picus canus), lăstun de casă (Delichon urbica), presură de munte (Emberiza cia), șoim călător (Falco peregrinus), muscar-gulerat (Ficedula albicollis), muscar mic (Ficedula parva), șoimul rândunelelor (Falco subbuteo), ciuvică (Glaucidium passerinum), sfrâncioc roșiatic (Lanius collurio), ciocârlie-de-pădure (Lullula arborea), forfecuță gălbuie (Loxia curvirostra), codobatura albă (Motacilla alba), codobatură-de-munte (Motacilla cinerea), viespar (Pernis apivorus), codroș de munte (Phoenicurus ochruros), pitulice sfârâitoare (Phylloscopus sibilatrix), pitulice de munte (Phylloscopus collybita), mugurar (Pyrrhula pyrrhula), aușel nordic (Regulus regulus), aușel sprâncenat (Regulus ignicapillus), huhurez mare (Strix uralensis), mărăcinar (Saxicola rubetra), mărăcinar negru (Saxicola torquata), silvie-mică (Sylvia curruca), silvie cu cap negru (Sylvia atricapilla), silvie-de-campie (Sylvia communis c.), silvie-cu-cap-negru (Sylvia atricapilla a.), graur (Sturnus vulgaris), cănăraș (Serinus serinus), mierlă (Turdus merula), mierlă gulerată (Turdus torquatus), sturz (Turdus pilaris), sturzul cântător (Turdus philomelos) și sturzul de vâsc (Turdus viscivorus).
Flora este una diversă și are în componență specii de arbori și arbusti cu specii de brad (Abies alba), molid (Picea abies) zadă (Larix), pin (Pinus), tisă (Taxus bacata), larice (Larix decidua), zâmbru (Pinus cembra), fag (Fagus sylvatica), stejar (Quercus robur), gorun (Quercus petraea), frasin (Fraxinus), tei (Tilia), paltin de munte (Acer pseudoplatanus), carpen (Carpinus betulus), jugastru (Acer campestre), mesteacăn (Betula pendula), ulm (Ulmus glabra), castan sălbatic (Aesculus hippocastanum), scoruș de munte (Sorbus aucuparia), plop tremurător (Populus tremula), salcie albă (Salix ), iovă (Salix caprea), arin (Alnus glutinosa), jneapăn (Pinus mugo), corn (Cornus mas), alun (Corylus avellana), mur (Rubus fruticosus L.), zmeur (Rubus idaeus) sau afin (Vaccinum myrtillus L.).
La nivelul ierburilor vegetează mai multe rarități floristice; printre care: papucul doamnei (Cypripedium calceolus), clopoțel de munte (Campanula alpina), darie (Pedicularis comosa), albăstriță (Centaurea kotschyana), garofiță de munte (Dianthus tenuifolius), gențiană (Gentiana clusii), poroinic (Orchis militaris), angelică (Angelica archangelica), crucea voinicului (Hepatica transsilvanica), mlăștiniță (Epipactis palustris), roua cerului (Drosera rotundifolia), lalea de munte (Fritillaria montana), talpa ursului (Heracleum palmatum), piciorul cocoșului (Ranunculus repens), măzăriche (Anthyllis montana), păștiță (Anemone nemorosa), oiță (Anemone narcissiflora),  vinariță (Asperula odorata), lumânărica pământului (Gentiana asclepiadea), limba cerbului (Phyllitis scolopendrium), colțișor (Dentaria bulbifera), năpraznică (Geranium robertianum), rușuliță (Hieracium aurantiacum), sânziană (Galium verum), trânji (Neottia nidus-avis), șofrănel (Carthamus tinctorius), bulbuc de munte (Trollius europaeus), săbiuță (Gladiolus imbricatus) sau crin de pădure (Lilium martagon).

## Căi de acces
- Drumul european E60 pe ruta: Oradea - Huedin - drumul județean 108G Călățele - Beliș.
- Drumul european E60: Cluj Napoca - Huedin - drumul județean 108G Călățele - Beliș.
- Drumul european E79: Oradea - Beiuș - Drăgănești - drumul județean DJ767 Buntești - drumul județean DJ763 Pietroasa.
- Drumul național (DN75): Ștei - Fânațe - Gârda de Sus - Albac.

## Monumente și atracții turistice
În vecinătatea sitului se află câteva obiective de interes istoric, cultural și turistic; astfel:

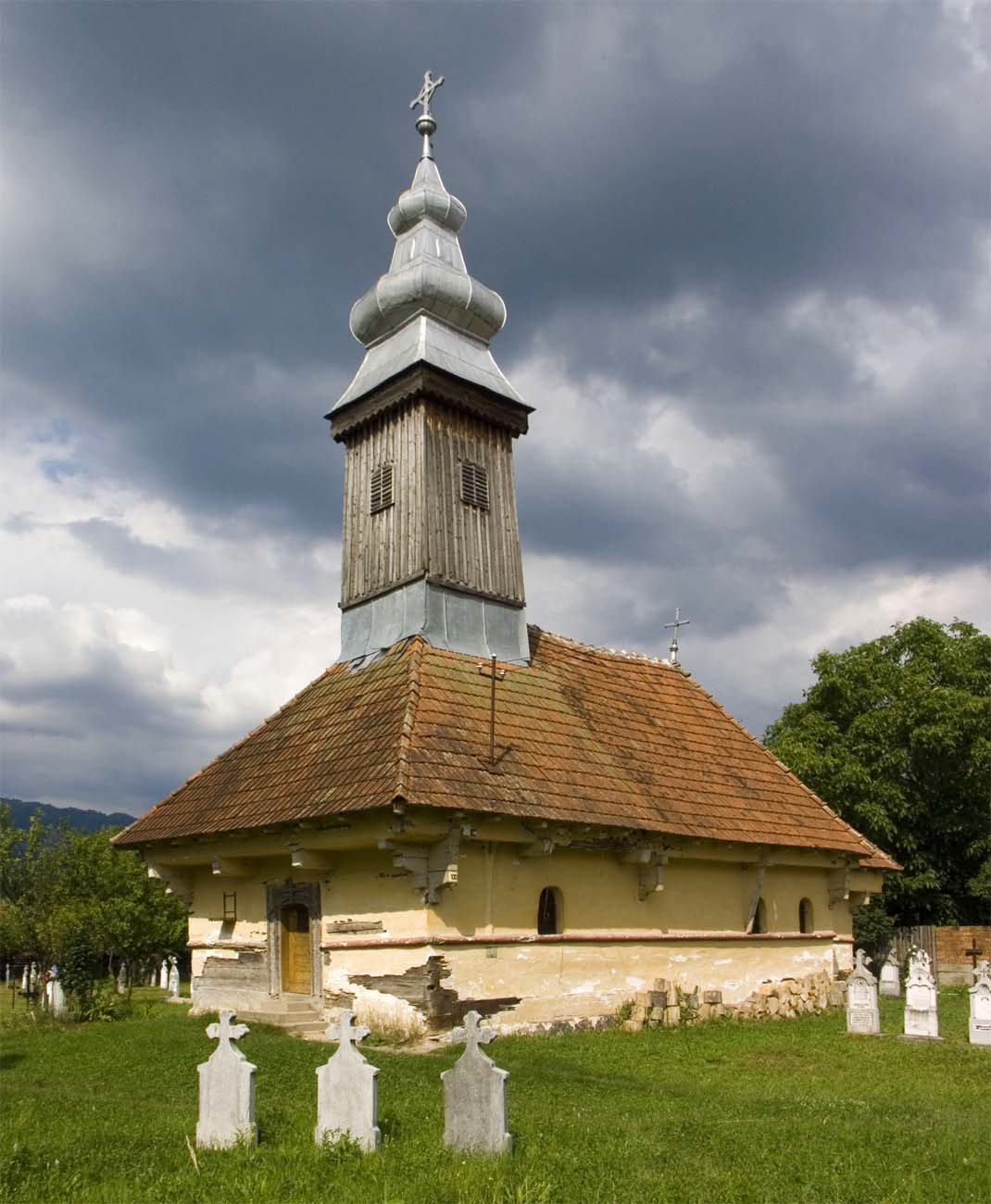
Biserica de lemn din Cociuba Mică

- Biserica de lemn „Înălțarea Domnului” din Arieșeni, lăcaș de cult ridicat în anul 1791, monument istoric.
- Biserica de lemn „Sf. Gheorghe” din Saca, construcție secolul al XVIII-lea, monument istoric.
- Biserica de lemn din Brădet (comuna Buntești, Bihor) construită în anul 1733, monument istoric.
- Biserica de lemn „Nașterea Sfântului Ioan Botezătorul” din Gârda de Sus, construcție 1792, monument istoric.
- Biserica de lemn din Dumbrăvani (comuna Buntești), construcție secolul al XVIII-lea, monument istoric.
- Biserica de lemn „Pogorârea Sf. Gheorghe” din Cociuba Mică, lăcaș de cult (ridicat în secolul al XVIII-lea) aflat pe lista monumentelor istorice sub codul LMI BH-II-m-B-01136.
- Biserica de lemn „Sf.Dimitrie” din Fânațe, construcție 1796, monument istoric (cod LMI BH-II-m-A-01145).
- Biserica de lemn din Stâncești (comuna Buntești) construită în anul 1752, monument istoric.
- Biserica romano-catolică „Sfânta Treime” din orașul Beiuș, lăcaș de cult construit în anul 1752, monument istoric.
- Cetatea Trascăului (comuna Rimetea) cunoscută și sub denumirea de Cetatea Colțești, construcție datată în secolul al XIII-lea.
- Barajul Leșu și zona turistică Padiș.
- Casa memorială Cloșca din satul Cărpiniș, muzeu ridicat lângă vatra casei lui Ion Oargă Cloșca, lider al răscoalei iobagilor transilvăneni de la 1784.
- Muzeul municipal din Beiuș cu o secție de etnografie și una de istorie. Muzeul este amenajat în casa Dr. Ioan Ciordaș, clădire monument istoric (construcție secolul al XIX-lea).